# Tankrucksack

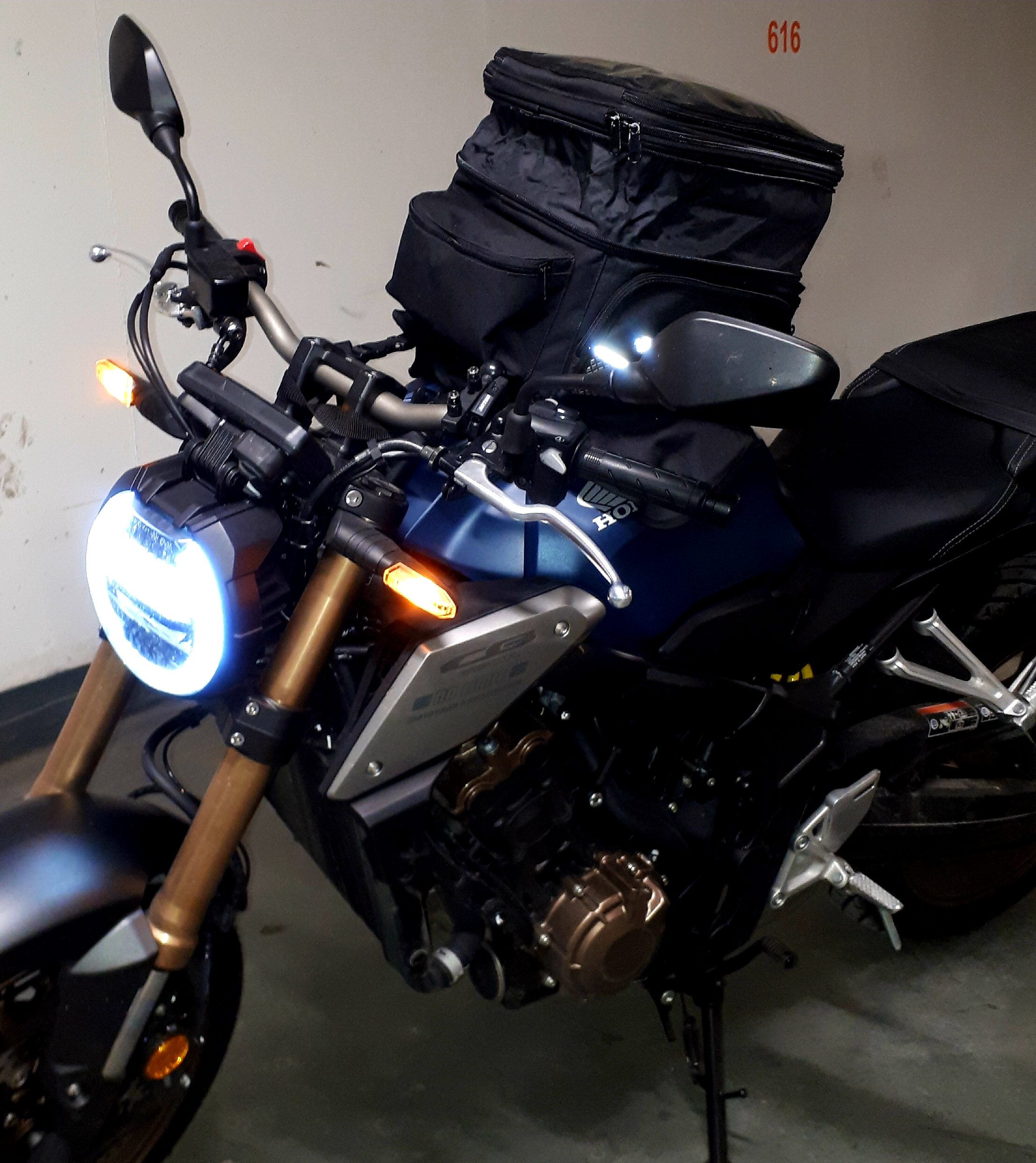
Turmartig maximal ausgezogener Magnet-Tankrucksack auf einer Honda CB650R

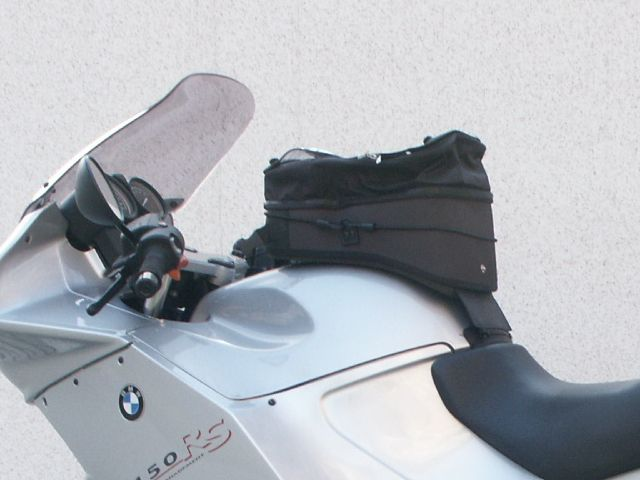
Ein Tankrucksack auf einer BMW

Als Tankrucksack wird ein Gepäckstück bezeichnet, welches bei Motorrädern auf dem Treibstofftank bzw. auf der Tankattrappe montiert wird, um Gegenstände zu verstauen. Es existieren mehrere Befestigungsarten: Ein Tankrucksacksystem besteht aus einer Befestigungsplatte, die dauerhaft am Tank befestigt ist, und dem eigentlichen Rucksack, der mit ein paar Handgriffen schnell gelöst werden kann. Einteilige Modelle werden hingegen mit Riemen direkt am Motorrad befestigt. An Stahltanks können Tankrucksäcke auch mit starken Permanentmagneten befestigt werden.
Auf dem Tankrucksack lässt sich in der Regel eine durchsichtige Mappe fixieren oder diese ist in den Tankrucksack integriert. Sie dient dazu, Kartenmaterial oder Wegnotizen (sogenannte Roadbooks) unterzubringen.
Einige Tankrucksackmodelle haben ein beträchtliches Fassungsvermögen und imponieren dann als kleiner Turm auf dem Tank. Ein schlecht angepasster oder zu großer Tankrucksack kann aufgrund des veränderten Schwerpunkts, der eingeschränkten Sicht auf die Fahrzeuginstrumente oder des behinderten Lenkereinschlags die Fahrsicherheit wesentlich beeinträchtigen.
Einige Tankrucksackmodelle können durch einen Reißverschluss von einem kleinen Volumen auf ein großes Volumen verstellt werden. Dies ist zum Beispiel auf einer Reise sehr praktisch, um den Tankrucksack an die wechselnden Bedürfnisse anzupassen. Diese Vergrößerung ist bei älteren oder einfachen Modellen allerdings seitlich nicht wie der Rest des Tankrucksacks versteift und führt vor allem bei nicht vollständiger Befüllung zu Instabilitäten.
Beim Beladen sollten die schwersten Utensilien unten im Tankrucksack untergebracht werden, um einen möglichst niedrigen Schwerpunkt zu erreichen. 